# Christian Laudu
Christian Laudu est un ancien footballeur professionnel français né le 25 janvier 1946 à Mantes-la-Jolie. Il a évolué au poste de gardien de but.

## Biographie
Formé à l'AS Mantes-la-Ville, Christian Laudu signe son premier contrat professionnel en 1963 au Stade de Reims, à l'époque au sommet du football français. Il succède à l'international Dominique Colonna en équipe première dès la saison 1963-64, à dix-huit ans seulement, à l'occasion de la dramatique fin de cycle du « grand Reims ». La génération dorée des Kopa, Fontaine ou autres Piantoni, finaliste de la Coupe des clubs champions européens en 1956 et 1959, accuse nettement son âge et peine à trouver la motivation après le départ du mythique entraîneur Albert Batteux à l'été 1963. Le rajeunissement accéléré opéré par ses successeurs ne suffit pas et Reims, vice-champion pour la dernière saison de Batteux sur le banc, descend purement et simplement en Division 2 la saison suivante.
Laudu effectue deux saisons en deuxième division avec Reims puis est transféré à Chaumont, nouvellement promu en D2. Il y reste deux saisons avant de signer au Red Star, à l'époque en Division 1, où il évolue pendant six ans. Lors de la saison 1971-1972, il inscrit même un but sur penalty, chose rare pour un gardien. Laudu accompagne le Red Star en Division 2 en 1973 puis retourne l'été suivant à son club d'origine, le Stade de Reims. Initialement doublure de l'international Marcel Aubour, il s'affirme comme titulaire pendant la saison 1976-77. Il manque de peu de remporter un trophée lors de la finale de la Coupe de France 1976-1977 que Reims atteint à la surprise générale face au Saint-Étienne de la grande époque. Auteur d'un grand match, Laudu fait longtemps croire au miracle après que Reims ait ouvert la marque sur un contre mais ne peut en définitive éviter deux buts dans les dix dernières minutes qui offrent la Coupe aux Verts.
Par la suite, le Stade de Reims s'enfonce inexorablement dans une grave crise financière qui le conduit au dépôt de bilan fin 1978. Le club doit licencier de nombreux joueurs pour assurer sa survie. Laudu est du nombre et prend la direction d'Avignon, à l'époque en Division 2. Après deux saisons, Avignon est relégué en Division 3 et perd le statut professionnel. Laudu y continue en amateur avant de partir pour Agen, en Division d'Honneur, à l'intersaison 1982. Il y effectue une dernière saison en tant qu'entraîneur-joueur avant de raccrocher définitivement les gants, puis continue sur le banc agenais jusqu'en 1990 avant de quitter le monde du football.

## Carrière de joueur
- Avant 1963 :  AS Mantes la Jolie (formation)
- 1963-1966 :  Stade de Reims
- 1966-1968 :  ECAC Chaumont
- 1968-1974 :  Red Star
- 1975-1979 :  Stade de Reims
- 1979-1982 :  Olympique avignonnais
- 1982-1983 :  SU Agen[1]

## Carrière d'entraîneur
- SU Agen

## Palmarès
- International junior et militaire
- Vainqueur de la Coupe Gambardella 1964 avec le Stade de Reims
- Champion de France Division II 1974 avec le Red Star
- Finaliste de la Coupe de France 1977 avec le Stade de Reims
- Vainqueur de la Coupe des Alpes 1977 avec le Stade de Reims